# П. Инзед. Прод. Лато Суд Вја Калвизано (Бреша)
П. Инзед. Прод. Лато Суд Вја Калвизано је насеље у Италији у округу Бреша, региону Ломбардија.
Према процени из 2011. у насељу је живело 34 становника. Насеље се налази на надморској висини од 84 м.